# Aeroporto di Walvis Bay
L'Aeroporto di Walvis Bay è il primo aeroporto della Namibia dopo quello di Windhoek-Hosea Kutako e quello di Windhoek-Eros.
È un aeroporto che oltre ad essere collegato con diverse città della Namibia, è collegato anche col Sudafrica. Serve le città di Walvis Bay e Swakopmund. Quest'ultima è la seconda città più popolosa della Namibia ma l'aeroporto della città è molto piccolo. Quello di Walvis Bay è ai soli 40 km di distanza.

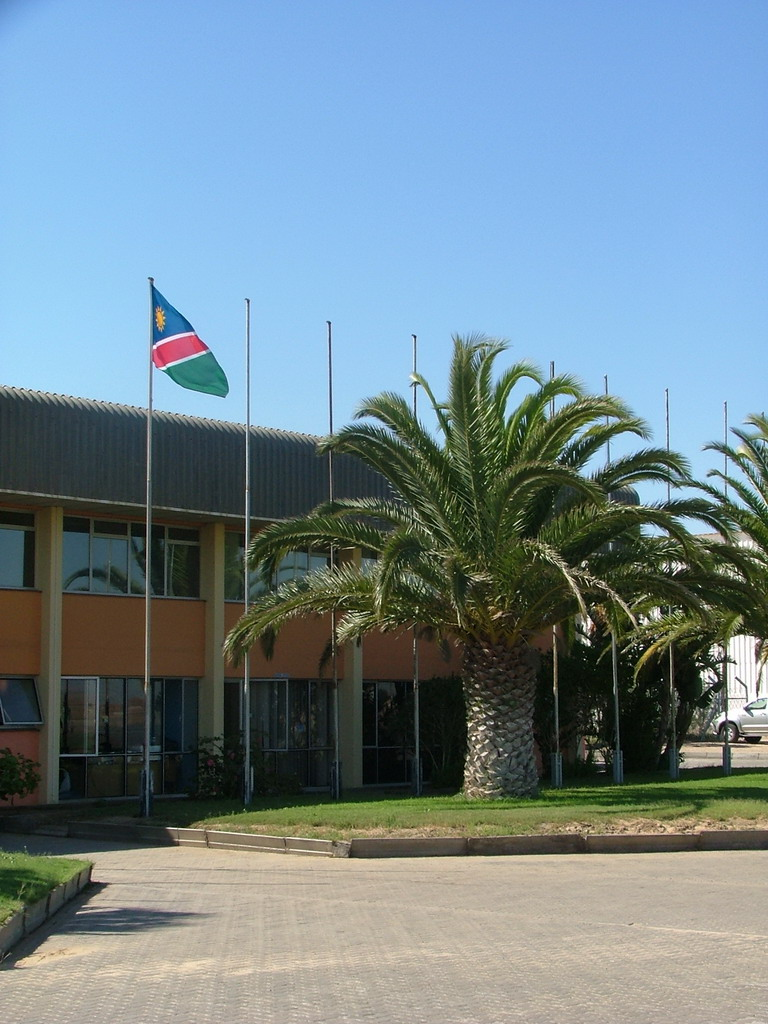
Vecchio Aeroporto di Walvis Bay